# Angela Gheorghiu
Angela Gheorghiu, z d. Burlacu (ur. 7 września 1965 w Adjud) – rumuńska śpiewaczka, sopran.

## Życiorys
Angela Gheorghiu, córka kolejarza urodziła się w Adjud, w Rumunii. W dzieciństwie śpiewała ze swoją siostrą, Eleną. Śpiewu uczyła się w Akademii Muzycznej w Bukareszcie u Mii Barbu. W 1990, po ukończeniu studiów, miał miejsce jej debiut operowy w Klużu-Napoce, gdzie wykonywała partię Mimi w Cyganerii Pucciniego. W tym samym roku zajęła trzecie miejsce na międzynarodowym konkursie wokalnym „Belvedere” w Wiedniu.
W roku 1992 wystąpiła na scenie Opery Królewskiej w Covent Garden jako Zerlina w operze Don Giovanni Mozarta. W Operze Wiedeńskiej zadebiutowała jako Adina w Napoju miłosnym Gaetana Donizettiego, a w Metropolitan Opera jako Mimi w Cyganerii Pucciniego.
W 1994 wystąpiła w Traviacie w ROH pod dyrekcją Sir Georga Soltiego. Był to podwójny debiut: zarówno solistka jak i dyrygent nigdy wcześniej nie zrealizowali tej opery na scenie. Produkcja wyreżyserowana przez Sir Richarda Eyre okazała się wielkim sukcesem, a Gheorghiu zachwyciła krytyków i zyskała przydomek nowej Callas. BBC specjalnie zmieniło swoją ramówkę, by przeprowadzić bezpośrednią relację z tego spektaklu. Sam występ okazał się kamieniem milowym w jej karierze i przepustką do światowej sławy.
Nagrała wiele solowych albumów, wystąpiła także w wielu studyjnych realizacjach oper i nagraniach DVD, głównie pod szyldem Decca i EMI. Często występuje w telewizji i koncertuje m.in. dla Elżbiety II i królowej Beatrix.
Gheorghiu budowała swoją karierę powoli i ostrożnie. Rozpoczęła od wykonywania ról typowo lirycznych (Mimi), przez koloraturowe (Adina), stopniowo sięgając do ról dramatycznych, takich jak Tosca. Nagrała również dwie role wykonywane zazwyczaj przez mezzosoprany (Charlottę i Carmen). Tym samym jest jedynym sopranem, który nagrał zarówno partię Micaëli (dyr. Sinopoli 1996) jak i Carmen (dyr. Plasson 2003).
Gheorghiu rozwiodła się ze swoim pierwszym mężem, pod którego nazwiskiem jest dzisiaj znana na całym świecie. W 1996 jej mężem został francuski tenor włoskiego pochodzenia Roberto Alagna, z którym rozwiodła się w 2014 r., a od 2009 r. byli w separacji. Tworzyli dobrany tandem artystyczny występując razem na scenie i dokonując wielu wspólnych nagrań. Szczególnym uznaniem cieszyły się ich studyjne nagrania oper pod dyrekcją Antonia Pappano. Dwukrotnie zdobyli zresztą za nie nagrodę Gramophone Award („La Rondine” i „Manon”). W 2008 roku dużym sukcesem okazał się ich koncert na Brooklynie, w miejskim Prospect Park, na który przyszło ponad 50 tysięcy słuchaczy.

## Odznaczenia
- 2010 – Komandor Orderu Gwiazdy Rumunii[2]

## Partie w repertuarze
- Mimi (Cyganeria)
- Nina (Chérubin)
- Liù (Turandot)
- Zerlina (Don Giovanni)
- Adina (Napój miłosny)
- Violetta Valéry (Traviata)
- Micaëla (Carmen)
- Julia (Romeo i Julia)
- Antonia (Opowieści Hoffmanna)
- Nedda (Pajace)
- Magda de Civry (Jaskółka)
- Amelia Grimaldi (Simon Boccanegra)
- Floria Tosca (Tosca)
- Adriana Lecouvreur (Adriana Lecouvreur)

## Dyskografia
- Traviata (Verdi) Decca 1994 CD/DVD
- The Puccini Experience RCA 1995
- Napój miłosny (Donizetti) Decca 1996 CD/DVD
- Arias Decca 1996
- La Rondine (Jaskółka) (Puccini) EMI 1996
- Carmen (Bizet) Teldec 1996
- Duets and Arias EMI 1996
- Romeo i Julia (Gounod) EMI 1998
- My World Decca 1998
- Verdi per Due EMI 1998
- Cyganeria (Puccini) Decca 1999
- Tryptyk (Puccini) EMI 1999
- Werther (Massenet) EMI 1999
- Verdi Heroines Decca 2000
- Manon (Massenet) EMI 2000
- Requiem (Verdi) EMI 2001 CD/DVD
- Casta Diva EMI 2001
- Mysterium – Sacred Arias Decca 2001
- Tosca soundtrack (Puccini) EMI 2001 CD/DVD
- Live From Covent Garden EMI 2002 CD/DVD
- Trubadur (Verdi) EMI 2002
- Proms at the Palace Opus Arte 2002 DVD
- Romeo i Julia (Gounod) Arthaus Musik 2003
- Carmen (Bizet) EMI 2003
- The Essential Angela Gheorghiu Decca 2004
- Diva EMI 2004
- Puccini EMI 2005
- Art of Angela Gheorghiu Decca 2004 DVDx2
- Live From La Scala EMI 2007
- Traviata (Verdi) Arthaus Musik 2007 DVD/Blu-ray
- Marius et Fanny Larghetto 2008
- Angela & Roberto Forever EMI 2008
- My Puccini EMI 2008
- Madama Butterfly (Puccini) EMI 2009
- Cyganeria (Live from the Met) (Puccini) EMI 2008 DVD